# Mohamed Kanno
Mohamed Kanno (ar. محمد كنو; ur. 22 września 1994 w Al-Chubar) – saudyjski piłkarz, występujący na pozycji pomocnika w saudyjskim klubie Al-Hilal oraz w reprezentacji Arabii Saudyjskiej. Uczestnik Mistrzostw Świata 2018 i 2022 oraz Pucharu Azji 2023.

## Statystyki

### Klubowe
Na podstawie:
| Klub          | Sezonów | Liga                      | Liga  | Liga   | Puchar krajowy | Puchar krajowy | Kontynentalne | Kontynentalne | Suma  | Suma   |
| Klub          | Sezonów | Liga                      | Mecze | Bramki | Mecze          | Bramki         | Mecze         | Bramki        | Mecze | Bramki |
| ------------- | ------- | ------------------------- | ----- | ------ | -------------- | -------------- | ------------- | ------------- | ----- | ------ |
| Al-Ettifaq FC | 4       | Saudi Professional League | 38    | 7      | 9              | 4              | –             | –             | 47    | 11     |
| Al-Hilal      | 7       | Saudi Professional League | 138   | 14     | 24             | 1              | 58            | 3             | 220   | 18     |
|               | Łącznie | Łącznie                   | 176   | 21     | 33             | 5              | 58            | 3             | 267   | 29     |

### Reprezentacyjne
Na podstawie:
| Gole w reprezentacji | Gole w reprezentacji | Gole w reprezentacji | Gole w reprezentacji | Gole w reprezentacji | Gole w reprezentacji | Gole w reprezentacji | Gole w reprezentacji | Gole w reprezentacji |
| Lp.                  | Data                 | Miasto               | Przeciwnik           | Wynik                | Czas                 | Gole                 | Inne                 | Rozgrywki            |
| -------------------- | -------------------- | -------------------- | -------------------- | -------------------- | -------------------- | -------------------- | -------------------- | -------------------- |
| 1.                   | 15.05.2018           | Sewilla              | Grecja               | 2:0 (1:0)            | 71'–90'              | 79'                  | 71'                  | mecz towarzyski      |
| 2.                   | 13.10.2023           | Portimão             | Nigeria              | 2:2 (0:0)            | 71'–90'              | 90+10'               |                      | mecz towarzyski      |

## Sukcesy
Na podstawie:

### Klubowe
Z Al-Hilal:
- Liga Mistrzów AFC 2019, 2021
- Mistrz Arabii Saudyjskiej 2017/18, 2019/20, 2020/21, 2021/22
- Puchar Arabii Saudyjskiej 2019/20, 2022/23
- Superpuchar Arabii Saudyjskiej 2018/19, 2021/22